# Poledance

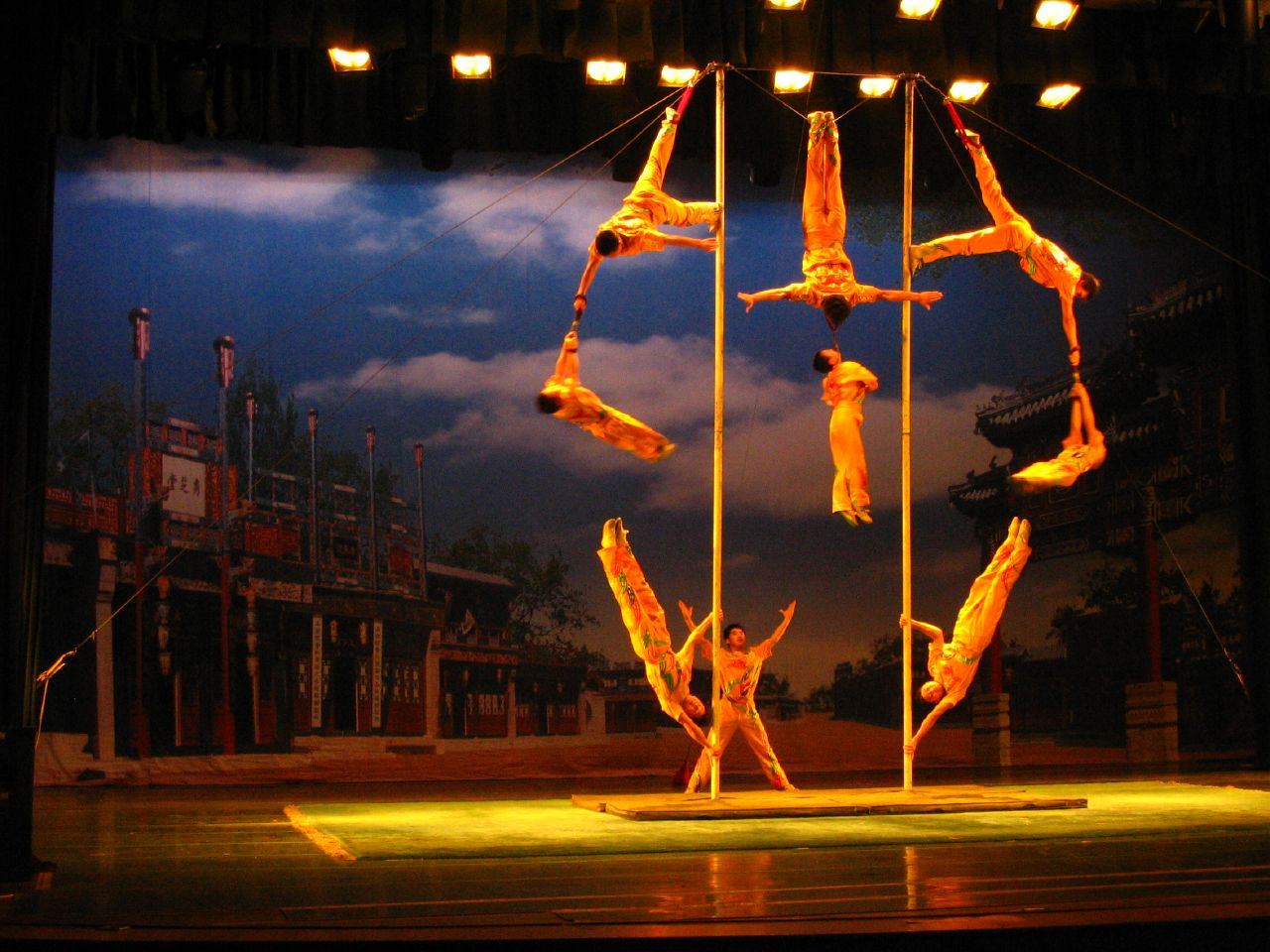
Artistik: Chinesischer Stangentanz

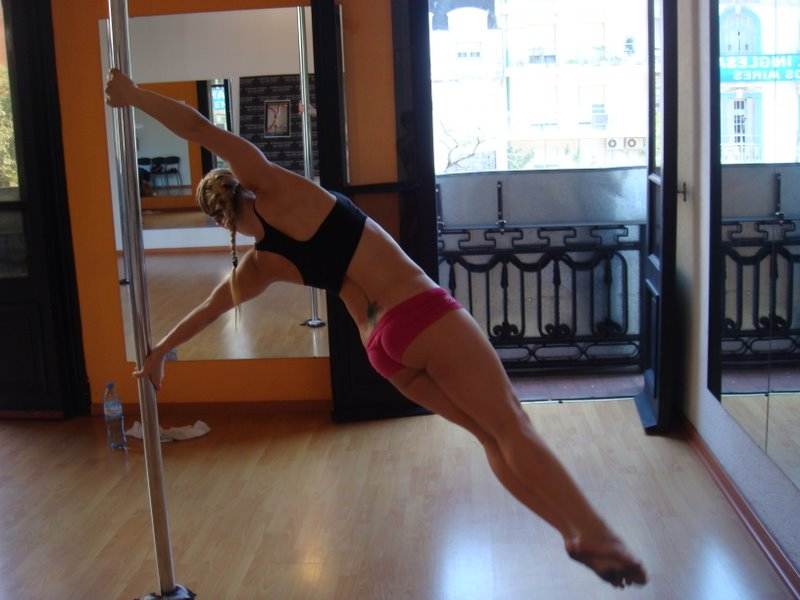
Tanzsport an vertikaler Stange

Der Begriff Poledance (auch Pole Dance IPA: [pəʊldæns], engl. für Stangentanz) bezeichnet eine Tanz- und Sportform, die sowohl im Artistikbereich von Zirkusbetrieben als auch Turnvereinen zu finden ist. Diese wird mit einer oder mehreren oft fest montierten oder frei drehenden Stangen betrieben. Der Platzbedarf dafür ist relativ gering. Eine entsprechende Anordnung lässt sich in einen normalen Wohnbereich leicht integrieren.

## Merkmale
Die Verwendung einer Stange ermöglicht beim Tanzen besondere Figuren, die der Schwerkraft scheinbar widersprechen und mit ihrer nicht alltäglichen Wirkung den Betrachter staunen lassen. Dabei wird teils mit der reinen Körperkraft, unterstützt durch die Schwerkraft, ausreichend Anpresskraft produziert, um gar nicht oder weitgehend kontrolliert zu Boden zu gleiten. Es wird ebenso mit Muskelkraft von Armen, Beinen oder Händen eine haltende Anpresskraft erzeugt. Einige Stellungen benutzen Kopfüber-Positionen, andere wiederum bringen den menschlichen Körper in teils heftige Rotation um die Stange herum. Als Hilfsmittel gibt es je nach Variante und Interpretation auch Schlaufen, die es ermöglichen, scheinbar seitlich auf der Stange zu stehen. Spezielle Varianten in der Artistik arbeiten mit mehr als einer Person, losen oder aufgehängten Stangen, so dass sich noch weitere Freiheitsgrade ergeben.

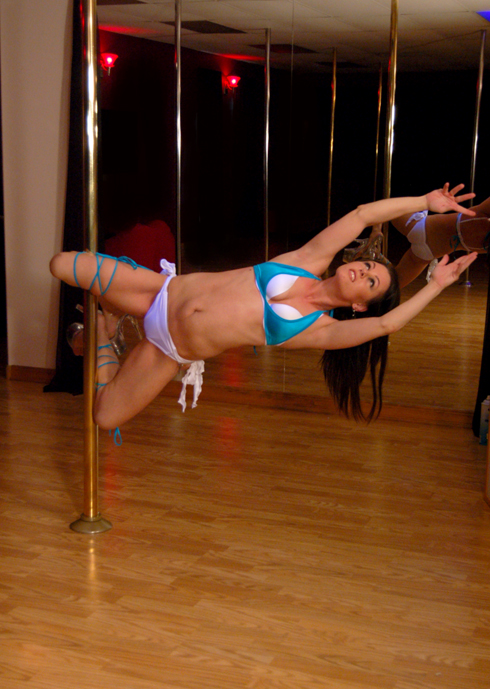
Tänzerin beim sog. Knee Hold

Der Durchmesser der verwendeten Stangen beträgt normalerweise ca. 45 mm, dies ist die internationale Wettkampfgröße, ansonsten sind Stangen auch in 40 und 50 mm Durchmesser erhältlich. Die Stangen sind teils aus poliertem Stangenmaterial oder aus Guss. Kommerzielle Versionen gibt es in verschiedensten Ausführungen, sowohl in portabler Form wie auch in Einbauformen, mit und ohne Deckenbefestigung oder Abspann-Möglichkeit, mit Kugellagern, um besonders rasante Drehungen zu erlauben, oder auch mit elektronischen Lichteffekten. Manche Modelle besitzen eine eigene kleine Plattform.
Als sportliche Betätigung erfordert Poledance den Erwerb gewisser Kenntnisse und Fertigkeiten, um diese sicher und ästhetisch ausüben zu können. Generell wird vor allem der Oberkörper und der Beckenbereich dadurch gestärkt, weil damit, untypisch für den üblichen Alltag der meisten Menschen, zeitweise das gesamte Körpergewicht aufgefangen werden muss. Für das Training an Stangen empfehlen sich weiche Unterlagen, um Verletzungen bei versehentlichem Abgleiten zu verhindern. Unbedacht schnelles Abgleiten kann zu Reibung mit Hitzebildung oder je nach Oberflächenbeschaffenheit auch Abschürfungen sowie kleinen Quetschungen durch Einrollen der Haut an den Kontaktstellen führen. Mit Schweißbildung ist zu rechnen, die die Reibungsverhältnisse entscheidend verändern kann. In manchen Fällen wird das z. B. auch aus dem Reckturnen oder Sportklettern bekannte Material Magnesia (Magnesiumoxid) zur Hemmung des Abgleitens bemüht.

## Entstehung

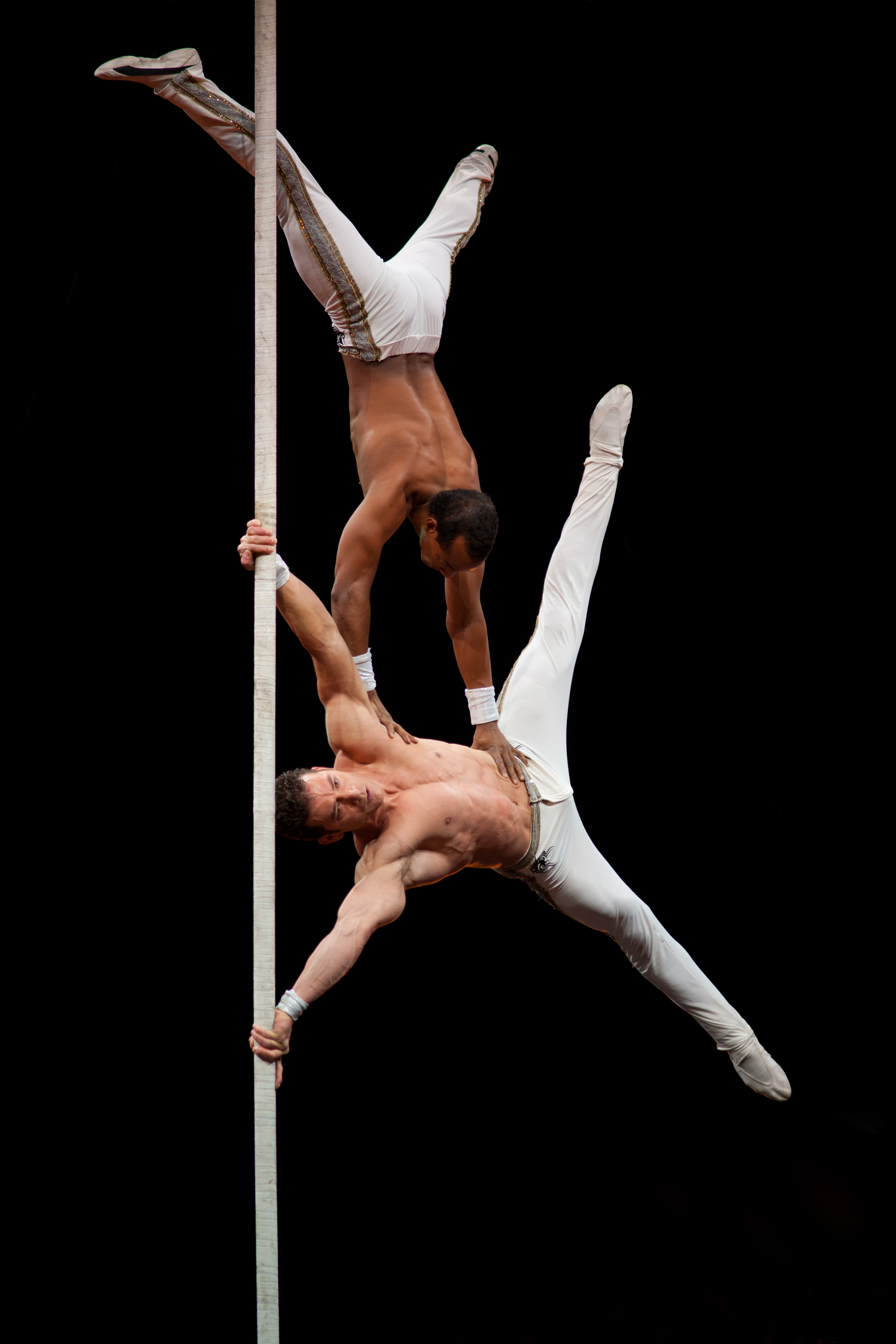
Akrobaten an der Chinese Pole

Der heutzutage weit verbreitete Stangentanz hat sich zunächst aus der traditionellen asiatischen Akrobatik entwickelt, welche primär von Männern betrieben wurde. Stangen und Pfähle werden in Asien schon seit langer Zeit zum Trainieren des Körpers benutzt. Aufzeichnungen darüber lassen sich bis ins zwölfte Jahrhundert zurückzuverfolgen. Die frühesten Schriften, in denen die indischen Sportart Mallakhamb erwähnt wird, datieren auf das Jahr 1135. Mallakhamb bezeichnet das Turnen an einem Pfahl aus Holz und ist in Indien sehr populär. Des Weiteren stammt aus Asien die Kunstform der Akrobatik an der Stange, der sogenannten Chinese Pole, und wird heute weltweit von ausgebildeten Artisten im Zirkus vorgeführt. Dabei führen ein oder mehrere Männer Tricks an der Stange aus, welche einen enormen Kraftaufwand erfordern, um der Schwerkraft zu trotzen. 
Zu Beginn des 20. Jahrhunderts tauchte der Stangentanz in Wanderzirkussen in den USA auf, als die weiblichen Artistinnen anfingen, die Stangen des Zirkuszeltes in ihre Aufführungen miteinzubeziehen. Diese „Girlie Shows“, bei denen sich Frauen vor einem Männerpublikum auf der Bühne lasziv entblößten, wurden immer beliebter. In den 80er Jahren nahm die Popularität von Poledance in Nordamerika rasant zu und verbreitete sich auch in der restlichen Welt. Daraufhin wurden die ersten Poledance-Studios eröffnet, zunächst um die Tänzerinnen für ihre Auftritte zu trainieren. Kurz darauf begannen Poledance-Trainer und -Trainerinnen auch Kurse für die breiteren Massen als Form des Fitnesstrainings und Tanzsports anzubieten.
Aktuell erfreut sich Poledance als Freizeitsportart großer Beliebtheit. Mittlerweile gibt es über 150 Poledance-Studios in Deutschland. Zudem finden weltweit regelmäßig professionelle Wettkämpfe statt. Der internationale Poledance-Verband  bemüht sich unter anderem darum, dass Poledance vom Internationalen Olympischen Komitee als offizielle Sportart anerkannt und in das Programm der Olympischen Spiele aufgenommen wird.